# Lastminute.com
 (juillet 2012).
lastminute.com est une agence de voyages en ligne fondée en 1998, considéré[Par qui ?] comme un pionnier de la vente de voyages par Internet et qui a racheté en 2000 le français Dégriftour, opérant sur Minitel, pour former un voyagiste low-cost international.

## Histoire
L’histoire de la marque débute avec l'avènement d’Internet. En 1998, en Angleterre, deux entrepreneurs trentenaires, Martha Lane Fox et Brent Hoberman, s’associent pour fonder lastminute.com qui propose au public des invendus de dernière minute à prix cassés dans le voyage et les loisirs. L'entreprise sera par la suite cotée en bourse (en 2000) et s’implantera dans plusieurs pays européens. En 1999, lastminute.com s’installe en France avant de racheter Dégriftour en 2000 (agence de voyages sur Minitel créée en 1991 et pionnière de la vente de voyages dégriffés en France). En 2005, le groupe lastminute.com est racheté par Travelocity Europe, filiale du groupe Sabre. Depuis 2008, la production et la vente des offres locations en France et en Espagne de la marque Lastminute.com est assurée par TravelFactory, sous marque blanche.

## Dégriftour
La marque Dégriftour est déposée par Francis Reversé en 1984. Il vend d'abord sur catalogue des croisières. En 1991, il ouvre un service télématique sur le Minitel pour diffuser des forfaits et des vols dégriffés. Un site internet est ouvert en 1996. En juillet 1999, le chiffre d'affaires dégagé par les ventes sur internet dépasse celui du Minitel. En 2000, l'entreprise est vendue à lastminute.com.

## Acquisitions
En septembre 2016, lastminute.com acquiert le réseau Wayn (Where are you now?)